# Eduardo Pesqueira Olea
Eduardo Pesqueira Olea (México, D. F., 1937) es político mexicano, miembro del Partido Revolucionario Institucional. Se desempeñó como Secretario de Agricultura y Recursos Hidráulicos durante la presidencia de Miguel de la Madrid.
Nació en la Ciudad de México el 20 de julio de 1937. Fue licenciado en Derecho por la Universidad Nacional Autónoma de México, llevando cursos de especialización en alta gerencia en el Centro Nacional de Productividad en 1961 y de Macroeconomía en la Universidad de Washington de 1977 a 1978. Fue subjefe en la Dirección General de Crédito de 1962 a 1965; Jefe del Departamento de Inversiones de 1966 a 1972; subdirector auxiliar de Crédito y director de Inversiones Extranjeras de la Secretaría de Hacienda y Crédito Público; director ejecutivo por México en el Banco Internacional de Reconstrucción y Fomento; director de Administración y Finanzas del Canal 13 de Televisión; coordinador general de Delegaciones de la Secretaría de Programación y Presupuesto y director general del Banco de Crédito Rural. Fue nombrado Secretario de Agricultura el 18 de julio de 1984.